# 嘉義市立野球場
嘉義市立野球場（かぎしりつやきゅうじょう、中国語:嘉義市立棒球場）は、台湾嘉義市東区の嘉義公園内にある野球場である。施設は嘉義市が所有し、嘉義市政府教育処が運営管理を行っている。

## 概要
嘉義市立野球場の前身は嘉義公園球場で1918年（大正7年）に地元有力者や明治製糖の寄付により完成し、当時は台湾最良の球場とされていた。戦後嘉義公園が嘉義中山公園と改称されたのに伴い嘉義中山公園棒球場と改称。近年に入り改装工事が行われ、1998年完成と共に現名称となった。その後CPBL（中華職業棒球大連盟）の試合が定期的に開催されており、2005年上半季プレーオフで本球場は拡張工事後初の満員札止めとなった。2018世界大学野球選手権大会開催地。
旧嘉義神社に隣接している。

## 交通機関
- 嘉義BRT嘉義公園停留場下車
- 台鉄嘉義駅より徒歩30分または嘉義市公車66系統嘉義公園停留場下車
- 高鉄嘉義駅より嘉義BRT乗車
- 嘉義県市区公車102系統
- 嘉義客運
  - 7201系統（A線)
  - 7202系統（B線）
  - 7203系統（A線)
  - 7204系統（A線）
  - 7205系統（B線）
  - 7208系統（B線）
  - 7210系統（B線）
  - 7215系統（B線）
  - 7216系統（A線）
  - 7217系統（A線）
- 嘉義県公車処
  - 7308系統
  - 7311系統
  - 7317系統
  - 7318系統